# Bridge (studio)
Bridge Inc. (jap. 株式会社ブリッジ Kabushiki-gaisha Burijji) – japońskie studio animacji z siedzibą w tokijskiej dzielnicy Suginami, założone 8 października 2007 roku przez byłych pracowników studia Sunrise.

## Produkcje

### Seriale telewizyjne
| Tytuł                             | Reżyser(zy)                                           | Początek pierwszej emisji | Koniec pierwszej emisji | Liczba odcinków | Uwagi | Przypisy      |
| --------------------------------- | ----------------------------------------------------- | ------------------------- | ----------------------- | --------------- | --- | ------------- |
| Mitsudomoe                        | Masahiko Ōta                                          | 2 lipca 2010              | 26 września 2010        | 13              | Na podstawie mangi autorstwa Norio Sakurai. | [ 2 ]         |
| Mitsudomoe zōryōchū!              | Masahiko Ōta                                          | 9 stycznia 2011           | 27 lutego 2011          | 8               | Sequel Mitsudomoe. | [ 3 ]         |
| Devil Survivor 2: The Animation   | Seiji Kishi                                           | 4 kwietnia 2013           | 27 czerwca 2013         | 13              | Na podstawie gry Shin Megami Tensei: Devil Survivor 2 produkcji Atlus.                                                                                                 | [ 4 ]         |
| Nobunagun                         | Nobuhiro Kondo                                        | 5 stycznia 2014           | 30 marca 2014           | 13              | Na podstawie mangi autorstwa Masato Hisy. | [ 5 ]         |
| Fairy Tail                        | Shinji Ishihira                                       | 5 kwietnia 2014           | 26 marca 2016           | 328             | Na podstawie mangi autorstwa Hiro Mashimy. We współpracy z A-1 Pictures.                                                                                               | [ 6 ]         |
| Seisen Cerberus                   | Nobuhiro Kondo                                        | 4 kwietnia 2016           | 27 czerwca 2016         | 13              | Na podstawie gry mobilnej produkcji GREE. | [ 7 ]         |
| Shōnen Ashibe Go! Go! Goma-chan   | Nobuhiro Kondo                                        | 5 kwietnia 2016           | 21 lutego 2017          | 32              | Na podstawie 4-panelowej mangi autorstwa Hiromi Morishity. We współpracy z Husio Studio.                                                                               | [ 8 ]         |
| Flowering Heart                   | Anna Paik Chan-Young Park Shinji Ishihira Woo-Jin Lee | 25 lutego 2016            | 21 listopada 2017       | 52              | Produkcja dla Korei Południowej zlecona przez Iconix Entertainment. We współpracy z DR Movie i Busan DR.                                                               |               |
| Shōnen Ashibe Go! Go! Goma-chan 2 | Nobuhiro Kondo                                        | 4 kwietnia 2017           | 13 lutego 2018          | 32              | Sequel Shōnen Ashibe Go! Go! Goma-chan. We współpracy z Husio Studio.                                                                                                  | [ 9 ]         |
| Ōshitsu kyōshi Haine              | Katsuya Kikuchi                                       | 4 kwietnia 2017           | 20 czerwca 2017         | 12              | Na podstawie mangi autorstwa Higasy Akai. | [ 10 ]        |
| Cardfight!! Vanguard G: Z         | Nobuhiro Kondo                                        | 8 października 2017       | 1 kwietnia 2018         | 24              | We współpracy z OLM. | [ 11 ]        |
| Nanatsu no bitoku                 | Shinji Ishihira                                       | 26 stycznia 2018          | 30 marca 2018           | 10              | Na podstawie franczyzy firmy Hobby Japan. | [ 12 ]        |
| Shōnen Ashibe Go! Go! Goma-chan 3 | Nobuhiro Kondo                                        | 3 kwietnia 2018           | 26 lutego 2019          | 32              | Sequel Shōnen Ashibe Go! Go! Goma-chan 2. We współpracy z Husio Studio.                                                                                                | [ 13 ]        |
| Yu-Gi-Oh! Sevens                  | Nobuhiro Kondo                                        | 4 kwietnia 2020           | 27 marca 2022           | 92              | Spin-off Yu-Gi-Oh! z okazji 20. rocznicy Yu-Gi-Oh! Duel Monsters. Pierwsza transmisja została przerwana po zawieszeniu produkcji z powodu pandemii Covid-19 w Japonii. | [ 14 ] [ 15 ] |
| Talentless Nana                   | Shinji Ishihira                                       | 4 października 2020       | 27 grudnia 2020         | 13              | Na podstawie mangi napisanej przez Looseboya i zilustrowanej przez Iori Furuyę.                                                                                        | [ 16 ]        |
| Król szamanów                     | Jōji Furuta                                           | 1 kwietnia 2021           | 21 kwietnia 2022        | 52              | Nowa adaptacja mangi autorstwa Hiroyukiego Takeia. | [ 17 ]        |
| Yu-Gi-Oh! Go Rush!!               | Nobuhiro Kondo                                        | 3 kwietnia 2022           | w emisji                | nieznana        | | [ 18 ]        |

### OVA/ONA
| Tytuł                                | Reżyser(zy)        | Początek pierwszej emisji | Koniec pierwszej emisji | Liczba odcinków | Przypisy |
| ------------------------------------ | ------------------ | ------------------------- | ----------------------- | --------------- | -------- |
| Ichigeki Sacchū!! Hoihoi-san: Legacy | Tayuya Sato        | 11 sierpnia 2012          | 11 sierpnia 2012        | 1               | [ 19 ]   |
| Saint Seiya: Soul of Gold            | Takeshi Furuta     | 11 kwietnia 2015          | 26 września 2015        | 13              | [ 20 ]   |
| Nihon Animator Mihonichi: Ragnarok   | Kazuyoshi Katayama | 25 września 2015          | 25 września 2015        | 1               | [ 21 ]   |
| Nanatsu no bitoku                    | Shinji Ishihira    | 27 kwietnia 2018          | 27 kwietnia 2018        | 2               | [ 12 ]   |
| Munō na Nana Mini Anime              | Shinji Ishihira    | 9 października 2020       | 25 grudnia 2020         | 12              | [ 22 ]   |
| Pont Qiao Booth                      | Hashizo            | 2 grudnia 2020            | 19 czerwca 2021         | 22              | [ 23 ]   |